# Azerbajdzjan i olympiska sommarspelen 2000
Azerbajdzjan deltog vid de olympiska sommarspelen 2000 i Sydney, Australien, med en trupp bestående av 31 deltagare, 25 män och 6 kvinnor, och de tog totalt tre medaljer.

## Medaljörer
| Medalj | Namn                    | Sport     | Gren                    |
| ------ | ----------------------- | --------- | ----------------------- |
| Guld   | Zemfira Meftachetdinova | Skytte    | Damernas skeet          |
| Guld   | Namiq Abdullayev        | Brottning | Herrarnas 54 kg fristil |
| Brons  | Vüqar Äläkbärov         | Boxning   | Herrarnas mellanvikt    |

## Boxning
Lättvikt
- Makhach Nuriddinov
  - Omgång 1 — Förlorade mot Aleksandr Maletin från Ryssland (→ gick inte vidare)

Weltervikt
- Ruslan Khairov
  - Omgång 1 — Bye
  - Omgång 2 — Besegrade Kamel Chater från Tunisien
  - Kvartsfinal — Förlorade mot Oleg Sajtov från Ryssland (→ gick inte vidare)

Mellanvikt
- Vüqar Äläkbärov
  - Omgång 1 — Besegrade Peter Kariuki Ngumi från Kenya
  - Omgång 2 — Besegrade Paul Miller från Australien
  - Kvartsfinal — Besegrade Akin Kakauridze från Turkiet
  - Semifinal — Förlorade mot Jorge Gutiérrez från Kuba →  Brons

Lätt tungvikt
- Ali Ysmajlov
  - Omgång 1 — Besegrade Dankov Emil-Krastev of Bulgaria
  - Omgång 2 — Förlorade mot Sergej Mihajlov från Uzbekistan (→ gick inte vidare)

Tungvikt
- Magomed Aripgadjiev
  - Omgång 1 — Bye
  - Omgång 2 — Förlorade mot Sebastian Köber från Tyskland (→ gick inte vidare)

## Friidrott
Herrarnas 100 meter
- Teymur Gasimov
  - Omgång 1 — 10,97 (→ gick inte vidare)

Herrarnas 800 meter
- Faig Baghirov
  - Omgång 1 — 01:57,39 (→ gick inte vidare)

Herrarnas tresteg
- Sergey Bochkov
  - Kval — 16,01 (→ gick inte vidare)

Damernas 20 kilometer gång
- Aida Isayeva
  - Final — DNF (→ ingen placering)

## Simhopp
Herrarnas 10 m
- Emil Jabrajilov
  - Kval — 334,74 (→ gick inte vidare, 26:e plats)